# Hardiya (Bara)
Hardiya (nep. हर्दिया) – gaun wikas samiti w środkowej części Nepalu w strefie Narajani w dystrykcie Bara. Według nepalskiego spisu powszechnego z 2001 roku liczył on 601 gospodarstw domowych i 4236 mieszkańców (1957 kobiet i 2279 mężczyzn).